# 씨말

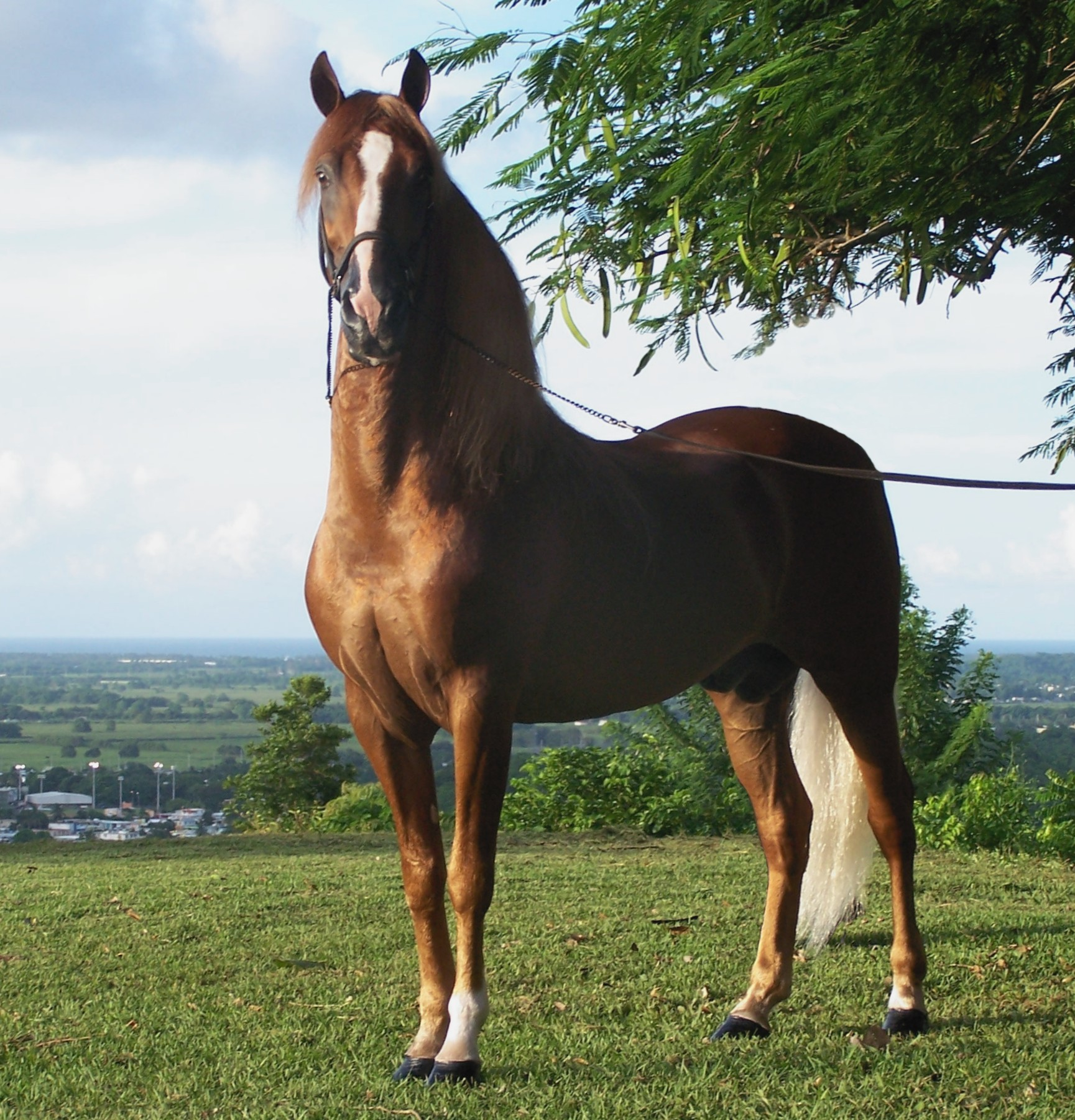

씨말은 우수한 형질의 유전인자를 갖는 말을 생산할 목적으로 외모, 체형, 능력 등이 뛰어난 마필을 번식용으로 쓰기 위해 사육하는 씨받이 말이다. 다른 말로 종마(種馬)라고 한다. 수말은 종모마(種牡馬,stallion stud), 암말은 종빈마(種牝馬,Brood mare)라 한다.
- 종모마 (Stallion Stud= 씨수말)

능력있고 혈통이 명확한 씨말로 수말, 즉 아버지 말(부마)이다. 영어로 종모마의 통칭은 Stallion, 자마(성별 관계없이 어린 말의 총칭)가 태어나면 Sire라고 한다. 종모마 랭킹 1위를 가리켜 leading sire라는 말은 여기서 온 것이다.
- 종빈마 (Brood mare= 씨암말)

번식용 암말. 어머니 말을 가리킨다. 목장 등에서는 빈마(牝馬)라 하기도 한다.

## 관련 용어
- 모마 (Horse): 수말. 영어로 5세까지는 콜트(Colt:망아지), 6세 이상의 말은 호올스(Horse)로 표현한다.
- 빈마 (牝馬): 만 2세 이상의 암말이다. 다 자란 암말, 피마(a (grown-up) mare)라고도 한다.
- 자마 (仔馬, Foal): 성별 관계없이 어린 말의 총칭이다. 씨암말 혹은 씨수말의 후대말을 자마라고 한다.
- 종부 (Mating service): 암수를 교미시키는 것.